# Großharrie
Großharrie è un comune di 536 abitanti dello Schleswig-Holstein, in Germania.
Appartiene al circondario (Kreis) di Plön (targa PLÖ) ed è parte della comunità amministrativa (Amt) di Bokhorst-Wankendorf.